# Paramicromerys betsileo
Paramicromerys betsileo là một loài nhện trong họ Pholcidae. Loài này được phát hiện ở Madagascar.